# 金山镇 (丹东市)
金山镇，原名蛤蟆塘镇，2006年3月6日经辽宁省人民政府批准丹东市元宝区蛤蟆塘镇正式更名为金山镇。金山镇是辽宁省丹东市元宝区下属的一个镇，也是元宝区唯一的镇建制。金山镇总面积为68.11平方公里，人口3.16万人。金山镇近几年已发展成为丹东市的教育基地和物流中心。镇政府驻蛤蟆塘大街710号，邮政编码118003。這裡曾經是日俄戰爭中蛤蟆塘會戰的戰場。

## 行政区划
金山镇下辖以下地区：
派波社区、天泽社区、馨悦社区、山城村、奶场村、古城村、石桥村、炮守营村、黑沟村和金山村。

## 主要院校
辽东学院